# Ahmad Fattouh
Pour les articles homonymes, voir Fattouh.
Ahmad Fattouh, né en 1946 et mort en 2014, est un homme politique libanais.

## Biographie
Avocat, il se présente sans succès aux élections législatives de 2000 dans la circonscription de la Békaa-Ouest-Rachaya, contre les candidats pro-syriens. En 2005, après le retrait syrien, il devient député sunnite de cette circonscription comme candidat du Courant du futur,. Il ne se représente pas aux élections de 2009.